# Разрядник
Разря́дник — электрический аппарат, предназначенный для ограничения перенапряжений в электротехнических установках и электрических сетях. Первоначально разрядником называли устройство для защиты от перенапряжений на основе искрового промежутка. Затем для ограничения перенапряжений начали применять устройства на основе полупроводников и металл-оксидных варисторов, применительно к которым продолжают употреблять термин «разрядник».
Пробивной предохранитель — электрический аппарат, предназначенный для защиты низковольтных систем с изолированной нейтралью (IT) от появления в них высокого напряжения в случае пробоя изоляции в трансформаторах. Представляет собой воздушный разрядник однократного действия специальной конструкции.

## Применение
В электрических сетях часто возникают импульсные всплески напряжения, вызванные коммутациями электроаппаратов, атмосферными разрядами или иными причинами. Несмотря на кратковременность такого перенапряжения, его может быть достаточно для пробоя изоляции или p-n-переходов полупроводниковых приборов и, как следствие, короткого замыкания, приводящего к разрушительным последствиям. Для того, чтобы устранить вероятность короткого замыкания, можно применять более надёжную изоляцию и высоковольтные полупроводниковые приборы, но это приводит к значительному увеличению стоимости оборудования. В связи с этим в электрических сетях целесообразно применять разрядники.

## Устройство и принцип действия
Разрядник состоит из двух электродов и дугогасительного устройства.

### Электроды
Один из электродов крепится на защищаемой цепи, второй электрод заземляется. Пространство между электродами называется искровым промежутком. При определенном значении напряжения между двумя электродами искровой промежуток пробивается, снимая тем самым перенапряжение с защищаемого участка цепи. Одно из основных требований, предъявляемых к разряднику — гарантированная электрическая прочность при промышленной частоте (разрядник не должен пробиваться в нормальном режиме работы сети).

### Дугогасительное устройство
После пробоя импульсом искровой промежуток достаточно ионизирован, чтобы пробиться фазным напряжением нормального режима, в связи с чем возникает короткое замыкание и, как следствие, срабатывание устройств РЗА, защищающих данный участок. Задача дугогасительного устройства — устранить это замыкание в наиболее короткие сроки до срабатывания устройств защиты.

## Виды разрядников

### Воздушный разрядник закрытого или открытого типа (трубчатый разрядник)
Воздушный разрядник представляет собой дугогасительную трубку из полимеров, способных подвергаться термической деструкции с выделением значительного количества газов и без значительного обугливания — полихлорвинила или оргстекла (первоначально, в начале XX века, это была фибра), с разных концов которой закреплены электроды. Один электрод заземляется, а второй располагается на определенном расстоянии от него (расстояние определяет напряжение срабатывания, или пробоя, разрядника) и имеет прямое электрическое подключение к защищаемому проводнику линии. В результате пробоя в трубке возникает интенсивная газогенерация (плазма), и через выхлопное отверстие образуется продольное дутье, достаточное для гашения дуги. В воздушном разряднике открытого типа выброс плазменных газов осуществляется в атмосферу. Напряжение пробоя воздушных разрядников — более 1 кВ.

### Газовый разрядник
Конструкция и принцип действия идентичны воздушному разряднику. Электрический разряд происходит в закрытом объёме (керамическая трубка), заполненном инертными газами, иногда для снижения напряжения срабатывания к инертным газам добавляются радиоактивные газы криптон-85 или тритий, с малой активностью, не более 37 КБк, также в некоторых исполнениях радиоактивное вещество (например, никель-63, америций-241 или радий-226, стронций-90, прометий-147, цезий-137, редко — кобальт-60) может быть нанесено непосредственно на электроды, однако активность всё равно незначительна, а в подавляющем большинстве ныне производимых разрядников от использования радиоактивных материалов отказались. Процесс электрического разряда в газовой среде позволяет обеспечить лучшие характеристики скорости срабатывания и гашения разрядника. Напряжение пробоя газонаполненного разрядника — от 60 вольт до 5 киловольт. В сигнальных электрических цепях соответствующего напряжения в качестве разрядника может использоваться миниатюрная неоновая лампа.
Так же используются трёхэлектродные газовые разрядники, предназначенные для ограничения перенапряжений на парах проводов, гальванически не связанных с землёй при нормальном функционировании.
Газовые разрядники могут оснащаться термозащитой. Обычно, это специальный металлический зажим (или скоба), который крепится к корпусу разрядника легкоплавким припоем. После нагрева и достижения определённой температуры происходит закорачивание между собой электродов металлическим зажимом, что вызывает срабатывание остальных защитных элементов.

### Вентильный разрядник
Вентильный разрядник состоит из двух основных компонентов: многократного искрового промежутка (состоящего из нескольких последовательно соединенных единичных искровых промежутков) и рабочего резистора (состоящего из последовательного набора вилитовых дисков). Многократный искровой промежуток последовательно соединен с рабочим резистором. В связи с тем, что вилит меняет характеристики при увлажнении, рабочий резистор герметично закрывается от внешней среды.
Во время перенапряжения многократный искровой промежуток пробивается, задача рабочего резистора — снизить значение сопровождающего тока до величины, которая сможет быть успешно погашена искровыми промежутками. Вилит обладает особенным свойством — его сопротивление нелинейно — оно падает с увеличением значения силы тока. Это свойство позволяет пропустить больший ток при меньшем падении напряжения. Благодаря этому свойству вентильные разрядники и получили своё название.
Среди прочих преимуществ вентильных разрядников следует отметить бесшумность срабатывания и отсутствие выбросов газа или пламени.

### Магнитовентильный разрядник (РВМГ)
РВМГ состоит из нескольких последовательных блоков с магнитным искровым промежутком и соответствующего числа вилитовых дисков. Каждый блок магнитных искровых промежутков представляет собой поочередное соединение единичных искровых промежутков и постоянных магнитов, заключенное в фарфоровый цилиндр.
При пробое в единичных искровых промежутках возникает дуга, которая за счет действия магнитного поля, создаваемого кольцевым магнитом, начинает вращаться с большой скоростью, что обеспечивает более быстрое, по сравнению с вентильными разрядниками, дугогашение.

### Ограничитель перенапряжений нелинейный (ОПН)
В процессе эксплуатации изоляция оборудования электрических сетей подвергается воздействию рабочего напряжения, а также различных видов перенапряжений, таких как грозовые, коммутационные, квазистационарные. Основными аппаратами для защиты сетей от грозовых и коммутационных перенапряжений являются вентильные разрядники (РВ) и нелинейные ограничители перенапряжений (ОПН). При построении или модернизации уже существующих схем защиты от перенапряжений с помощью ОПН и РВ необходимо решать две основные тесно связанные друг с другом задачи:
- выбор числа, мест установки и характеристик аппаратов, которые обеспечат надежную защиту изоляции от грозовых и коммутационных перенапряжений;
- обеспечение надежной работы самих аппаратов при квазистационарных перенапряжениях, для ограничения которых они не предназначены.

Защитные свойства РВ и ОПН основаны на нелинейности вольтамперной характеристики их рабочих элементов, обеспечивающей заметное снижение сопротивления при повышенных напряжениях и возврат в исходное состояние после снижения напряжения до нормального рабочего. Низкая нелинейность вольтамперной характеристики рабочих элементов в разрядниках не позволяла обеспечить одновременно и достаточно глубокое ограничение перенапряжений и малый ток проводимости при воздействии рабочего напряжения, от воздействия которого удалось отстроиться за счет введения последовательно с нелинейным элементом искровых промежутков. Значительно большая нелинейность сопротивлений окисно-цинковых варисторов ограничителей перенапряжений ОПН позволила отказаться от использования в их конструкции искровых промежутков, то есть нелинейные элементы ОПН присоединены к сети в течение всего срока его службы.
В настоящее время вентильные разрядники практически сняты с производства и в большинстве случаев отслужили свой нормативный срок службы. Построение схем защиты изоляции оборудования как новых, так и модернизируемых подстанций, от грозовых и коммутационных перенапряжений теперь оказывается возможным только с использованием ОПН.
Идентичность функционального назначения РВ и ОПН и кажущаяся простота конструкции последнего часто приводят к тому, что замену разрядников на ограничители перенапряжений проводят без проверки допустимости и эффективности использования устанавливаемого ОПН в рассматриваемой точке сети. Этим объясняется повышенная аварийность ОПН.
Помимо неверного выбора мест установки и характеристик ОПН еще одной причиной повреждений ОПН являются используемые при их сборке варисторы низкого качества, к которым, прежде всего, относятся китайские и индийские варисторы.

### Стержневые искровые промежутки
Стержневые искровые промежутки также известные как «дугозащитные рога» применяются для защиты от пережога защищеных проводов и перевода однофазного к.з. в двухфазное. Для возникновения дуги необходим ток к.з., превышающий 1 кА. Вследствие относительно низкого напряжения (6—10 кВ против 20 кВ в сетях Финляндии) и высокого сопротивления заземления «дугозащитные рога» в российских сетях малоэффективны.
В настоящее время на ВЛ 6—10 кВ они запрещены «Положением о технической политике» ФСК. Тем не менее, благодаря своей чрезвычайной простоте и дешевизне, искровые промежутки де-факто устанавливаются в некоторых РЭС.

### Разрядник длинно-искровой
Принцип работы разрядника основан на использовании эффекта скользящего разряда, который обеспечивает большую длину импульсного перекрытия по поверхности разрядника, и предотвращении за счет этого перехода импульсного перекрытия в силовую дугу тока промышленной частоты. Разрядный элемент РДИ, вдоль которого развивается скользящий разряд, имеет длину, в несколько раз превышающую длину защищаемого изолятора линии. Конструкция разрядника обеспечивает его более низкую импульсную электрическую прочность по сравнению с защищаемой изоляцией. Главной особенностью длинно-искрового разрядника является то, что вследствие большой длины импульсного грозового перекрытия вероятность установления дуги короткого замыкания сводится к нулю.
Существуют различные модификации РДИ, отличающиеся назначением и особенностями воздушных линий, на которых они применяются.
РДИ предназначены для защиты воздушных линий электропередачи напряжением 6—10 кВ трехфазного переменного тока с защищёнными и неизолированными проводами от индуктированных грозовых перенапряжений и их последствий, и прямого удара молнии; рассчитаны для работы на открытом воздухе при температуре окружающего воздуха от минус 60 °C до плюс 50 °C в течение 30-и лет.
Основное преимущество РДИ: разряд развивается вдоль аппарата по воздуху, а не внутри его. Это позволяет значительно увеличить срок эксплуатации изделий и повышает их надежность.

### Мультикамерный разрядник
Мультикамерный разрядник состоит из разрядного элемента и узла крепления. В качестве разрядного элемента используется мультикамерная система, которая включает в себя несколько дугогасящих камер.
Принцип работы мультикамерного разрядника основан на гашении дуги в импульсе, которая возникает в результате индуктированных перенапряжений.
Соотношение между прямыми ударами молнии и индуктированным перенапряжением составляет в среднем 10—20 % (для средней полосы России — 20—30 %) к 80—90 %.
По сравнению с длинно-искровым разрядником мультикамерный разрядник рассчитан на больший ток КЗ. Это делает его применимым для более широкого спектра ВЛ, он также обладает большей компактностью.

## Обозначение
На электрических принципиальных схемах в России разрядники обозначаются согласно ГОСТ 2.727—68.

1. Общее обозначение разрядника

2. Разрядник трубчатый

3. Разрядник вентильный и магнитовентильный

4. ОПН, варистор
5. Пробивной предохранитель

6. Газовый разрядник

7. Трёхэлектродный газовый разрядник

8. Газовый разрядник с термозащитой